# Distretto di Jaman Nord
Il distretto di Jaman Nord  (ufficialmente Jaman North District, in inglese) è un distretto della regione di Bono del Ghana.